# Kroatia Esperanto-Junulara Asocio
A Kroatia Esperanto-Junulara Asocio (KEJA) (magyar: Horvát Ifjúsági Eszperantó Szövetség; horvát: Hrvatska esperantska mladež /HEM/) egy civil szervezet, amely hivatalosan is képviseli a fiatal eszperantistákat Horvátországban. 

## Bemutatása
Hivatalosan 1992-ben alapították, miután Horvátország szuverén állammá vált, még ugyanebben az évben csatlakozott az Eszperantó Ifjúsági Világszervezet - TEJO-hoz, mint tag. Az egyesület a Kroata Esperanto-Ligo ifjúsági tagozata, és számos más eszperantista szervezethez hasonlóan Zágráb belvárosában, a Kneza Mislava 11. szám alatti ház negyedik emeletén található központi irodájuk. 2012 márciusától a KEJA igazgatótanácsa Kaja Farszky (elnök), Tina Tišljar (alelnök), Sanja Damjanić (titkár), Tonina Novak (pénztáros), Igor Brajković, Dag Treer és Josip Volf elnökségi tagok.
A KEJA egyfajta "keménymagja" a Zágrábi Eszperantó Diákklub, amely többek között drámacsoportjával vált nemzetközileg különösen ismertté.

## Fordítás
- Ez a szócikk részben vagy egészben  a    Kroatia Esperanto-Junulara Asocio című eszperantó Wikipédia-szócikk ezen változatának fordításán alapul.  Az eredeti cikk szerkesztőit annak laptörténete sorolja fel. Ez a jelzés csupán a megfogalmazás eredetét és a szerzői jogokat jelzi, nem szolgál a cikkben szereplő információk forrásmegjelöléseként.